# Wespen-Kernkeule
Die Wespen-Kernkeule (Ophiocordyceps sphecocephala) ist eine parasitische Pilz-Art aus der Ordnung der Krustenkugelpilzartigen, die auf Wespen wächst.

## Merkmale

### Makroskopische Merkmale
Das einfach gebaute Stroma entspringt aus dem Thorax oder auch zwischen dem Thorax und Kopf des Wirtes, einer Wespe. Es ist 2 bis 5, manchmal bis 11 Zentimeter lang und gestielt. Der Stiel ist 0,5 bis 1 Millimeter dick, ockerfarben bis cremegelb, schlank, fadenförmig und oft leicht verdreht. Selten ist er an der Spitze verzweigt. Der fertile  Kopf ist normalerweise spindelförmig bis eiförmig. Er ist 5 bis 8 × 1,5 bis 2 Millimeter groß, er ist anfangs hell cremefarben bis bräunlich gelb und wird bei Reife ockerfarben, cremegelb bis gelblich braun. Durch die Perithecien hat er eine raue Oberfläche.

### Mikroskopische Merkmale
Die eigentlichen Fruchtkörper, die Perithecien, sind komplett in das Stroma eingebettet. Sie sind konisch, schräg mit einem gekrümmten Hals und sind 900 bis 1000 × 200 bis 250 Mikrometer groß. Nach anderen Autoren aber werden sie nur 320 bis 640 × 192 bis 256 Mikrometer groß. Die Schläuche (Asci) sind durchscheinend, zylindrisch, besitzen einen deutlichen 4 bis 5 Mikrometer dicken Deckel am Apex und sind 500 bis 600 × 4 bis 6 Mikrometer groß. Sie besitzen immer acht Sporen. Die Sporen sind fadenförmig und durchscheinend. Sie brechen oft schon im Ascus in 10 bis 14 × 1,5 bis 2,5 Mikrometer große spindelförmige Teilsporen auf.

## Ökologie und Verbreitung
Die Wespen-Kernkeule parasitiert auf mindestens 16 verschiedenen Arten der Wespen und Bienen, aus den Familien der Echten Bienen, Crabronidae, Sphecidae und besonders aus der Familie der Faltenwespen mit 12 verschiedenen Arten der Gattungen Polistes, Vespa und Vespula.
Die Art ist weit verbreitet. In Asien  kommt sie in China in den chinesischen Provinzen Zhejiang, Anhui, Guangdong und Tibet vor, aber auch in Taiwan, Thailand, Nepal, Japan und Korea. Es sind aber auch Funde aus Süd- (Kolumbien) und Nordamerika (USA, Jamaika) bekannt.

## Bedeutung
Die Wespen-Kernkeule produziert in Flüssigkultur Polysaccharid-Peptid-Komplexe, die Krebszellen hemmen können.

## Systematik
Die Erstbeschreibung der Wespen-Kernkeule erfolgte schon 1843 durch Johann Friedrich Klotzsch als Sphaeria sphaecocephala von Wespen in Mittelamerika, publiziert wurde die Art aber durch Miles Joseph Berkeley. Später wurde sie als Cordyceps sphecocephala in die große Gattung der Kernkeulen (Cordyceps) innerhalb der Clavicipitaceae gestellt.  2007 wurden die Kernkeulen durch Sung Gi-ho, Sung Jae-mo, Nigel L. Hywel-Jones und Joseph W. Spatafora in drei Gattungen in zwei verschiedenen Familien aufgeteilt. Ophiocordyceps nutans wird zu den Ophiocordycipitaceae gestellt. Die Nebenfruchtform wird Hymenostilbe  sphecocephala genannt.